# Sierra de Santa Bárbara
La Sierra de Santa Bárbara es un conjunto montañoso ubicado en el límite oriental de la provincia de Jujuy. Forma parte del conjunto central de las sierras Subandinas; las cuales se extienden a lo largo del borde occidental de la llanura chaqueña, en un cordón que se extiende con rumbo general nornoreste-sursuroeste, paralelamente al río San Francisco.
Geológicamente, la sierra está formada por una serie de pliegues largos, paralelos, asimétricos y angostos, con el borde oriental inclinado hacia el este. Corre con dirección norte-sur, parcialmente  acantilada en el oeste, y culmina en los cerros de Pereyra a los 2540 metros de altitud. En la ladera oriental, los cursos que descienden se agotan en la llanura, mientras que los que descienden por la ladera occidental (surcada por numerosas quebradas), de caudal escaso, desaguan en el valle de San Francisco.
En el extremo austral de la sierra se recuesta, hacia el este, un cordón angosto (formado por la sierra del Centinela, los cerros de la Cresta del Gallo, y la sierra González) que se interna por una corta distancia dentro del valle de Santa Rita.